# Немец, Адам
А́дам Не́мец (словац. Adam Nemec; род. 2 сентября 1985[…], Банска-Бистрица) — словацкий футболист, нападающий румынского клуба «Волунтари».

## Карьера

### Клубная
Играя за клуб «Жилина», Немец становился чемпионом Словакии сезона 2006/07, при этом забив 14 голов. В августе 2007 года подписал контракт с немецким клубом «Эрцгебирге Ауэ», где забил 10 голов и отдал 7 голевых пасов в 29 играх. 11 июня 2008 года подписал четырёхлетний контракт с бельгийским клубом «Генк», клубу он обошёлся в 900 тысяч евро.
В июле 2009 года Адам Немец оказался вовлечённым в переговоры с шотландским клубом «Харт оф Мидлотиан», которые, однако, были прерваны.
В июле 2009 года Немец подписал трёхлетний контракт в клубом «Кайзерслаутерн». 22 июня 2011 года, в летнее межсезонье, стало известно, что футболист, работая в своём саду дома, упал с вишнёвого дерева и повредил два позвонка, сломал ключицу и получил сотрясение мозга и множественные мелкие повреждения; полное восстановление спортсмена, согласно заявлениям врачей, заняло не менее трёх месяцев. За два года, прошедшие с момента подписания футболиста в команду, он провёл 57 официальных матчей за «Кайзерслаутерн», забив 8 мячей.
27 января 2012 года Немец перешёл в «Ингольштадт 04», заключив контракт до конца сезона.

### В сборной
Адам Немец также является игроком сборной Словакии с 2006 года. 27 мая 2016 года сделал дубль в товарищеском матче против Грузии, игра завершилась со счётом 3:1 в пользу словаков.